# ビセンテ・ヤーニェス・ピンソン

ビセンテ・ヤーニェス・ピンソン

ビセンテ・ヤーニェス・ピンソン（Vicente Yáñez Pinzón, 1460年頃 - 没年不明）は、スペインの航海者であり探検家。ピンソン3兄弟の末弟。没年は不明だが、1523年までは生存した記録がある。

## 略歴
1492年、クリストファー・コロンブスによる新大陸に向けた最初の航海において、ニーニャ号の船長として航海に同行し、兄であるマルティン・アロンソ・ピンソン、フランシスコ・マルティン・ピンソンと多大な貢献を果たした。
1499年に南アメリカに向けて航海し、途上で強い嵐によって押し流され、1500年1月26日、結果として、ペドロ・アルヴァレス・カブラルに先んじて、現在のブラジルの北海岸に到達し、現在のペルナンブコ州に属する「プライア・ド・パライーソ（Praia do Paraíso、“天国の海岸”の意）」と呼ばれることとなる海岸や、セント・アゴスティーニョ岬などへの上陸を果たした。

トルデシリャス条約に沿ってスペインは領有権を主張しなかったが、その地はピンソンによってカーボ・デ・サンタ・マリア・デ・ラ・コンソラシオンと命名された。さらにアマゾン川の探索を行い、海抜50m地点まで河を登るなどアマゾン川の河口一帯を探索した最初の探検者となった。ピンソンはこの河を「リオ・サンタ・マリア・デラ・マル・ドゥルセ（Río Santa María de la Mar Dulce, “甘き海のサンタ・マリア川”）」と呼んだ。
1505年、ピンソンはプエルトリコの知事に任命され、1508年にはフアン・ディアス・デ・ソリースと南米を探検したと伝えられている。1523年以降について、彼の記録は存在しない。

## その後
ブラジルに最初に到達した人物がカブラルかピンソンかという点はしばしば議論の種となるが、その是非はともかくとして、少なくとも、多くのブラジル人からはそれがカブラルだと信じてられており、世界的に見てもピンソンの一般的な知名度が低いことは事実と言わざるをえない。
1999年11月19日、500年前の出来事にちなみ、彼の出身地であるスペインのパロスでは記念碑が立てられ、同時に、セント・アゴスティーニョ岬があるブラジルの市との間で友好都市関係が結ばれた。